# Hilarius Sigmund
Hilarius Sigmund OCist (* 24. Juli 1665 in Zwettl an der Rodl als Franz Sigmund; † 8. August 1734 in Wilhering) war ein österreichischer Zisterzienser und von 1709 bis 1730 Abt des Klosters Wilhering.

## Leben
Sigmund war der Sohn des Zwettler Marktrichters Matthias Sigmund und dessen Ehefrau Elisabeth. Nach seinem Eintritt in das Kloster Wilhering im Jahr 1682 erhielt er den Ordensnamen Hilarius (deutsch: „Der Fröhliche“), legte dort am 1. November 1684 die Profess ab und erhielt 1690 die Priesterweihe. Im Anschluss wurde er Subprior und Cellerar sowie Pfarrer in Oberneukirchen und Leonfelden. Nach dem Tod des Vorgängerabts Bernhard II. Weidner am 27. Mai 1709, wurde Hilarius Sigmund am 16. Juli 1709 unter Vorsitz des Abtes Gerhard Weichselberger vom Stift Heiligenkreuz zum 56. Abt des Stiftes Wilhering gewählt.
Während seiner Amtszeit, die von Aufschwung und Wohlstand geprägt war, ließ Abt Sigmund im Jahr 1712 eine Straße zwischen Ottensheim und Urfahr bauen, die es ermöglichte Linz auf der linken Seite der Donau zu erreichen, ohne vorher auf die Seite Wilherings zu wechseln. Für entgangene Frequenzeinbußen seitens der klostereigenen Donaufähre und der Taverne des Klosters, wurde dem Stift eine Entschädigung in Höhe von 3.000 Gulden aus der Staatskasse zugestanden. Die Annalen des Klosters erwähnen Hilarius’ frohen, unerschütterlichen Glauben, seine Demut und Mildtätigkeit. Im Wilheringer Professbuch steht ferner, dass er die Namen der während seiner Amtszeit eingetretenen Brüder so wählte, dass deren Anfangsbuchstaben zusammengesetzt „Hilarius Cliens Mariae Deip(are)“ („Hilarius, Klient der Gottesmutter Maria“) ergaben.
Am 7. Januar 1730 stellte er sein Amt, gegen den Willen seiner Mitbrüder, des Landesfürsten und des Ordensgenerals, zur Verfügung. Er zog sich die folgenden 4 Jahre in die Prälatur zurück, erlebte noch den großen Klosterbrand am 6. März 1733, bevor er am 8. August 1734 starb. Damit überlebte er sogar seinen Nachfolger Bonus Pömerl, der am 8. Januar 1730 zum neuen Abt des Klosters Wilhering gewählt wurde, jedoch bereits am 24. April 1734 starb. In einem Nachruf für Abt Hilarius Sigmund wird er noch wie folgt beschrieben:
„Er lebte zurückgezogen in der Prälatur wie eine Perle in ihrer Muschel; das allgemeine Wohl aber ließ seine glänzende Anwesenheit allen spürbar werden“